# Чауда (мис)
45°0′9″ пн. ш. 35°50′22″ сх. д. / 45.00250° пн. ш. 35.83944° сх. д.
Мис Ча́уда (Чавда, крим. Çavda) — мис Чорного моря на півдні Феодосійської затоки, АРК, Україна. Геологічна (1964) та гідрологічна (1972) пам'ятка природи.

## Назва
Топонім «Чауда» (çavdar) походить з кримськотатарської мови, та перекладається як жито.
Також є версія походження від арабського «джавда», араб. جوده – якість.

## Географія

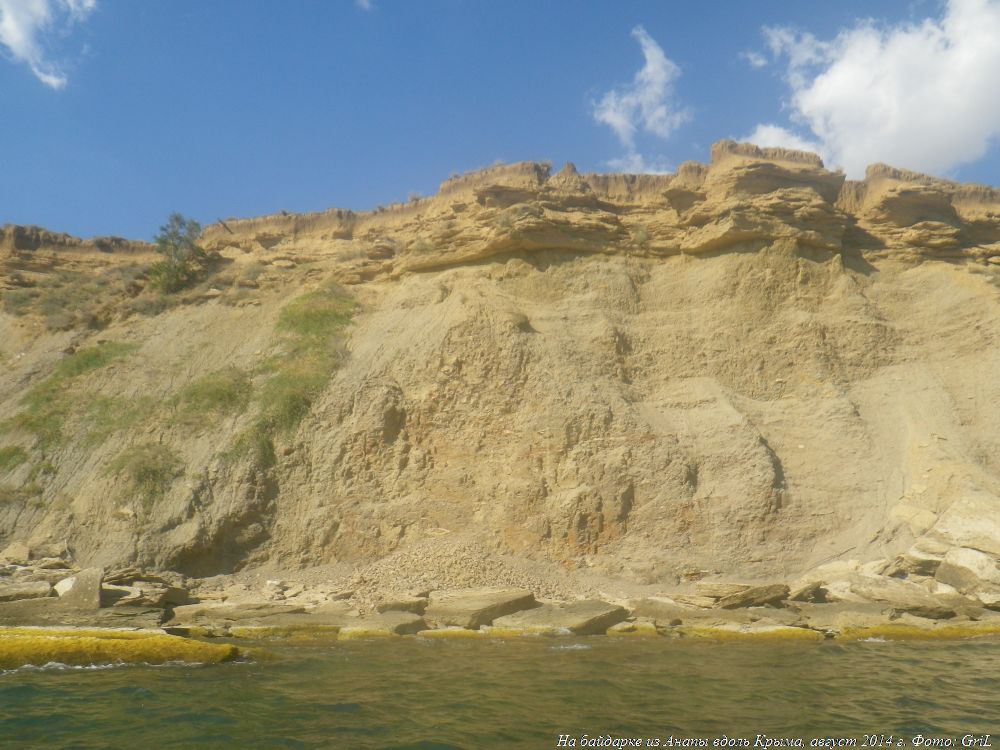
Мис Чауда

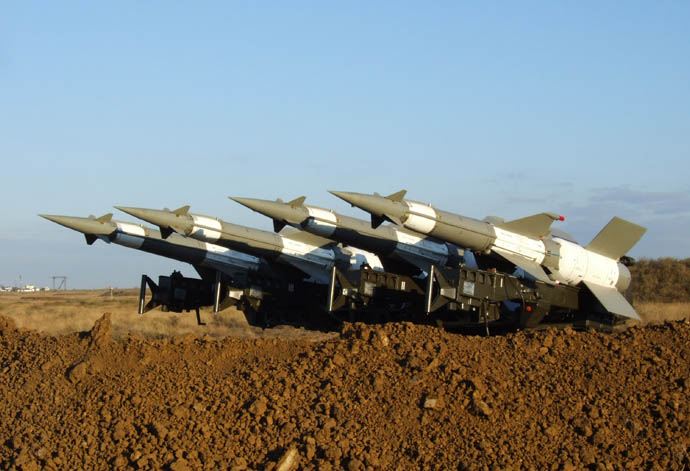
Зенітний ракетний комплекс С-125-2Д «Печора-2Д» під час стрільб на полігоні «Чауда» (2010)

Мис замикає зі сходу дугу Феодосійської затоки. Розташований на півдні Керченського району Автономної Республіки Крим, за 36 км на південний схід від міста Феодосія, за 62 км на південний захід від міста Керч. Зі сходу мису знаходиться озеро Качик, із заходу — бухта Маячна та мис Солар. На півночі від мису розташований пагорб Анбулат-Оба. Через мис протікає Джапар-Берди, маловодна річка (балка).
На мисі розташований Чаудинський маяк 1886 року побудови, який до анексії Криму російськими окупантами обслуговував південно-західну акваторію Чорного моря, та випробувальний полігон Державного науково-випробувального центру ЗС України «Чауда». 
Мис у ході російського вторгнення в Україну використовувався окупантами для запуску іранських БпЛА «Shahed 136/131» по материковій Україні. 25 червня 2024 року на мисі було зафіксовано пожежу, протягом кількох днів її не змогли загасити, вогонь поширився на будівель на території окупованої військової частини.

## Геологія
Мис невисокий — 15-30 метрів над рівнем моря, плоский, з обривистими берегами. Берег мису Чауда складений з м'яких пород вапняка-ракушняка, алевритів та сірих водотривких глин, зрізаний активними блоковими зсувами довжиною 100-150 м.

## Природа
На мисі Чауда розташований найбільший з європейських та українських осередків тюльпану двоцвітого площею близько 16 км², та гідрологічна пам'ятка природи місцевого значення «Прибережний аквальний комплекс біля мису Чауда», площею 90 га, створена у 1972 році.

## Археологія
У 1954 році, під час розвідок, на мисі Чауда під керівництвом І. Т. Кругликової було знайдено та досліджено залишки давнього городища площею 12 га з артефактами античної еллінської та салтово-маяцької культур; дослідники вважають, що тут було місто, відоме з античних джерел як Казека. Також знайдено чотири стоянки стародавньої людини епохи мезоліту та неоліту, в урочищі Чорна балка.
У пісках і черепашнику стародавньої тераси, що лежить на висоті 20 м над рівнем моря, можна побачити численні скам'янілі мушлі молюсків стародавнього Чаудинського моря.